# Tawaramoto
Tawaramoto (田原本町, Tawaramoto-chō) est un bourg du district de Shiki, dans la préfecture de Nara, au Japon.

## Géographie

### Démographie
Au 1er décembre 2014, la population de Tawaramoto s'élevait à 31 760 habitants répartis sur une superficie de 21,10 km2.

## Patrimoine culturel
Le Jinraku-ji se trouve à Tawaramoto.

## Personnalités liées à la municipalité
Fumiyuki Yoshida, graveur sur ivoire et trésor national vivant du Japon, est mort à l'hôpital de Tawaramoto le 19 décembre 2004.